# يوهان مولر (عالم)
يوهان مولر (بالإنجليزية: John Miller)‏ (و. 1715 – 1790 م) هو عالم نبات، ورسام نباتي ‏ من مملكة بريطانيا العظمى، ولد في نورنبرغ، توفي في لندن، عن عمر يناهز 75 عاماً.

## معرض صور

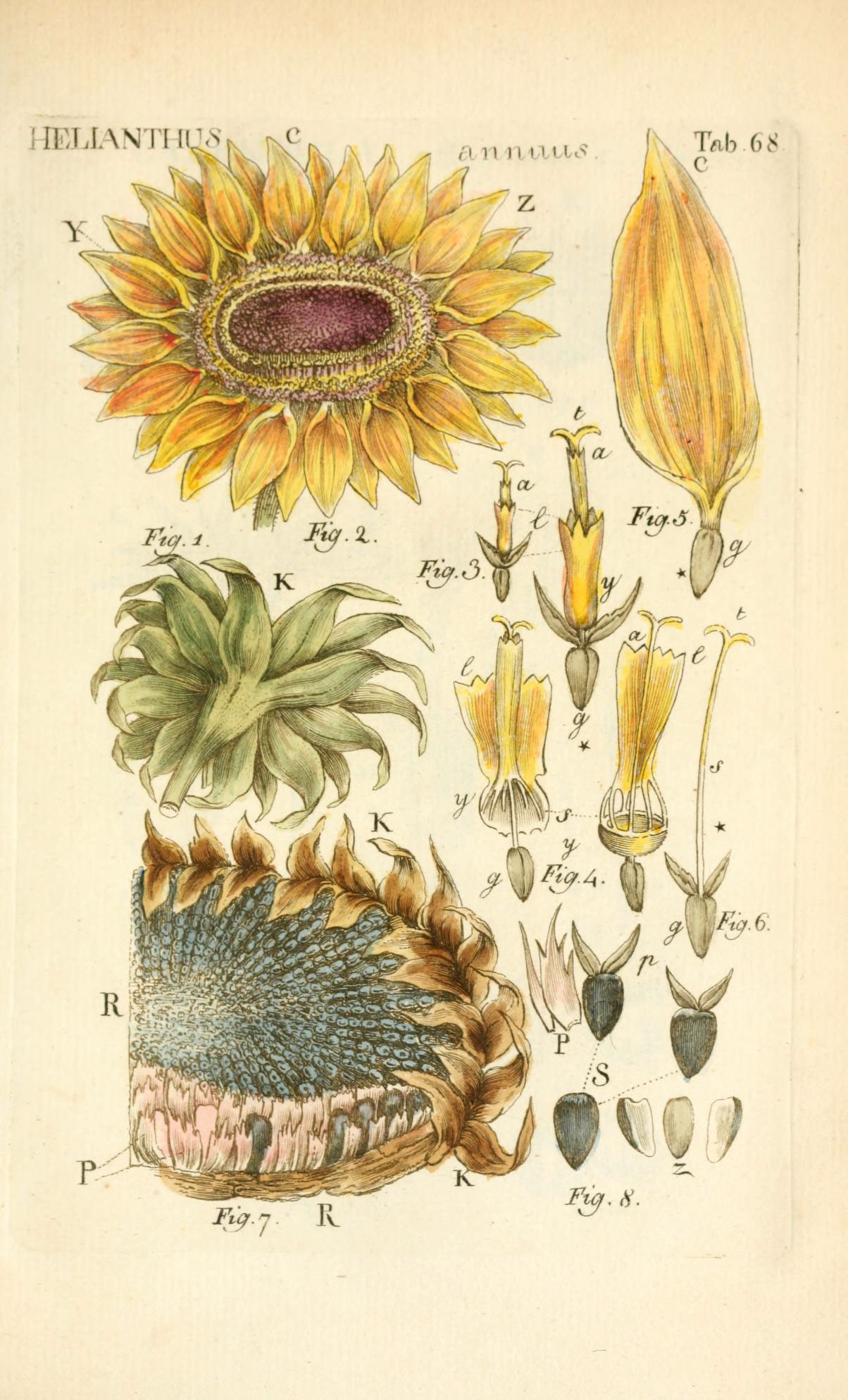
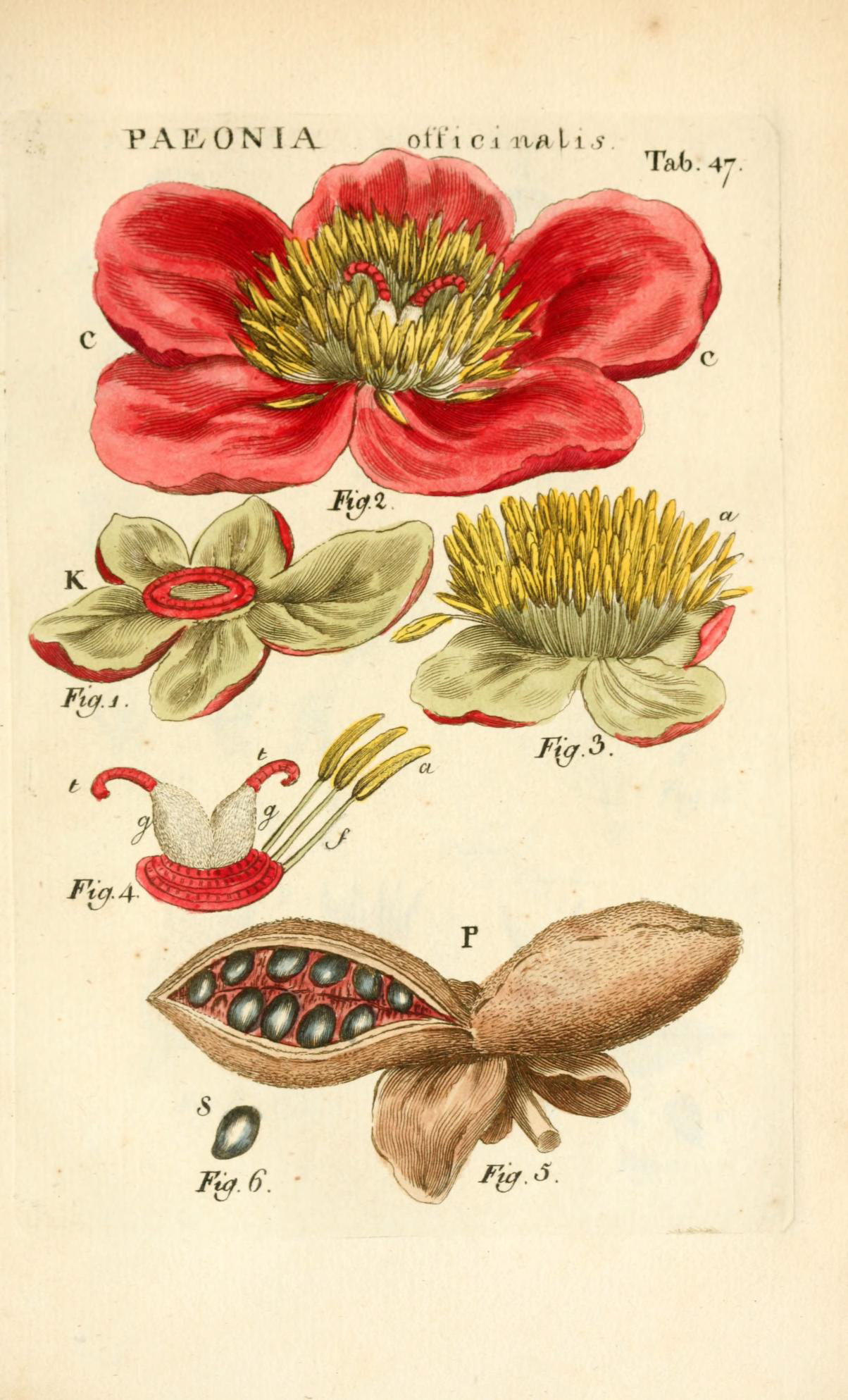
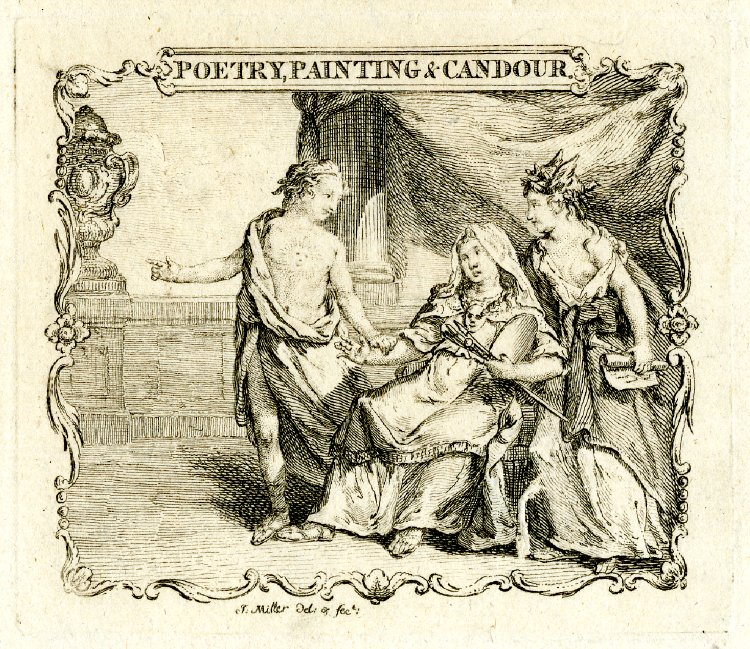